# 1634 Ndola
Az 1634 Ndola (ideiglenes jelöléssel 1935 QP) a Naprendszer kisbolygóövében található aszteroida. Cyril Jackson fedezte fel 1935. augusztus 19-én, Johannesburgban.